# SBS 일요 드라마
SBS 일요 드라마는 대한민국의 SBS에서 매주 일요일 오후 · 저녁 · 심야 시간대 방송되었던 TV 드라마 작품이다. 일요 아침 드라마와는 다르다.

## 작품 리스트
|  | - 아래의 텔레비전 드라마 중 2002년 11월 이후에 시청 가능 연령을 표시하는 드라마 등급 제도를 의무적으로 시행하고 있습니다. - 2017년 3월 1일부터 TV 프로그램 등급 표시 외에 주제, 폭력성, 선정성, 언어, 모방 위험 등 분류 사유 표시를 의무적으로 시행하고 있습니다. |

### 1990년대
- 《목소리를 낮춰요》 : 1991년 12월 15일 ~ 1992년 3월 22일
- 《금잔화》 : 1992년 3월 29일 ~ 1992년 5월 11일
- 《오경장》 : 1993년 10월 24일 ~ 1994년 4월 17일
- 《박봉숙 변호사》 : 1994년 4월 24일 ~ 1994년 10월 23일
- 《옥이이모》 : 1995년 5월 14일, 1995년 10월 22일 ~ 1995년 12월 31일
- 《70분 드라마》 : 1997년 6월 15일 ~ 1997년 10월 12일 - 단막극
- 《파트너》 : 1998년 5월 24일 ~ 1998년 11월 29일
- 《카이스트》 : 1999년 1월 24일 ~ 2000년 10월 8일

### 2000년대
- 《메디컬 센터》 : 2000년 10월 22일 ~ 2001년 8월 12일
- 《여고시절》 : 2001년 9월 2일 ~ 2002년 10월 27일 - 시트콤

### 2020년대
- 《너의 밤이 되어줄게》 : 2021년 11월 7일 ~ 2022년 1월 23일 (해당 프로그램을 마지막으로 SBS 일요 드라마 폐지)

## 같이 보기
- SBS 주말 특별기획 드라마
- SBS 주말극장